# Ashmeadiella occipitalis
Ashmeadiella occipitalis là một loài Hymenoptera trong họ Megachilidae. Loài này được Michener mô tả khoa học năm 1939.